# イングランドとウェールズのカトリック
イングランドとウェールズのカトリックでは、イングランドとウェールズにおけるローマ・カトリック教会について記述する。

## カトリック人口
イングランドでは約6%が、ウェールズでは約3%がカトリック信徒である。デイヴィッドはウェールズの聖人として崇拝されている。

## 歴史
教皇グレゴリウス1世の命令により、カンタベリーのアウグスティヌスがイングランドに派遣され、初代カンタベリー大司教となって布教活動に従事した。この活動は後に「グレゴリアン・ミッション」と呼ばれた。664年にはウィットビー教会会議が開かれ、教会の中のローマの主導権が確立された。中世イングランドに於いて、ベーダ・ヴェネラビリスの実績が挙げられる。ベーダはイングランド最古の歴史書『イングランド教会史』を書き残して、高く評価された。
中世イングランドに於いても、大陸ヨーロッパと同様に、ローマ教皇と国王との間で叙任権闘争や政治的主導権争いが繰り広げられた。
国王ウィリアム2世は、カンタベリー大司教人事を巡って、教皇ウルバヌス2世と対立した。
国王ヘンリー2世によって、カンタベリー大司教トマス・ベケット暗殺事件が発生し、事件の2年後に列聖された。ベケットは、国王権力が教会に介入して来る事を嫌っていた。これに対し、国王はクラレンドン法を制定し、教会を自らの権力下に置こうとした。両者の対立は抜き差しならぬ状況となり、遂に国王はトマス・ベケットに刺客を差し向けて殺害した。T・S・エリオットはこの事件を題材にして、『寺院の殺人』を書いた。
国王ジョンは、教皇インノケンティウス3世と対立し、破門された。国王リチャード1世の誘拐事件に対し、身代金を支払った為、カトリック教会は財政面で更に弱体化した。因みに、2005年の映画『キングダム・オブ・ヘブン』はこの頃の時代を舞台としている。
中世イングランドでは、宗教的な文学も成果を残した。ジェフリー・チョーサーの『カンタベリー物語』も書かれた。これはカンタベリーへの巡礼の途中に宿屋に集まった巡礼者達が順番に話をするという設定で、当時キリスト教がどのように認識されていたのかを知る為の手掛かりとなっている。
ウェールズでは、この頃に『カーマーゼンの黒本』という歴史書が書かれた。
イングランドでの宗教改革は、国王ヘンリー8世の離婚によって引き金が引かれた。ヘンリー8世とエドワード6世の時代はプロテスタント系のイングランド国教会が国家の宗教となり、ヘンリー8世の離婚を批判したトマス・モアも処刑される程であった。ところが、その後に即位した女王メアリー1世は、カトリック教会を国教にしようとして、反抗する人々を容赦無く逮捕して処刑した。宗教改革を推進していたカンタベリー大司教トマス・クランマーも処刑された。女王エリザベス1世が即位してイングランド国教会を国教に定め、ここにイングランドでの宗教対立は収束した。ウェールズでも聖公会が設立され、殲滅こそされなかったが、カトリック教会はイングランドとウェールズでの歴史の主役ではなくなった。
1780年にゴードンの反乱が発生した。これは、グレートブリテン王国がカトリックの人々にプロテスタントと同等の権利を与えるというもので、プロテスタント側が猛反発して暴動になった。1801年に連合王国が成立した後に、アイルランドでジャガイモ飢饉が発生、グレートブリテン島を始めとして、世界中にアイルランド人が移民して行った。これにより、イングランドでもカトリック信徒が増加した。ほぼ同じ時期に、イングランド人の間で反カトリック感情が広まった。ローマ教皇に忠誠を誓うカトリック信徒は、大多数の英国人には警戒心を持って受け止められた。法律により、カトリック信徒は職業選択の自由を制限された。
第二次世界大戦の頃から冷戦期にかけて、ポーランドやウクライナからの移民が増加した。ウクライナ出身の移民の為に、東方典礼カトリック教会も作られている。
2010年9月17日、教皇ベネディクト16世がエディンバラ、グラスゴー、ロンドンを司牧訪問すると発表された。

## 大司教区
- ウェストミンスター大司教区 ヴィンセント・ニコルズ大司教
- サウスウォーク大司教区 ピーター・スミス大司教
- バーミンガム大司教区 バーナード・ロングレイ大司教
- カーディフ大司教区 （大司教は現在空位となっている）
- リヴァプール大司教区 パトリック・アルサム・ケリー大司教

## 著名なカトリック信徒
- アルフレッド・ダグラス - オスカー・ワイルドの恋人。彼と別れた後に改宗した。
- エドワード・エルガー - 作曲家
- ロナルド・ノックス - 神学者、推理作家
- J・R・R・トールキン - ファンタジー作家
- ギルバート・ケイス・チェスタートン - 作家
- グレアム・グリーン - 作家
- エリザベス・アンスコム - 哲学者
- コーマック・マーフィー＝オコーナー - 枢機卿
- トニー・ブレア - 元首相
- ダンカン・ジェイムス - 歌手